# Olanu (gmina)
Olanu – gmina w Rumunii, w okręgu Vâlcea. Obejmuje miejscowości Casa Veche, Cioboți, Drăgioiu, Nicolești, Olanu i Stoicănești. W 2011 roku liczyła 2890 mieszkańców.